# Insieme nullo (teoria della misura)
Nella teoria della misura, un insieme nullo è un insieme trascurabile ai fini della misura usata. La classe degli insiemi nulli dipende dalla misura considerata. Quindi si dovrebbe parlare di insiemi {\displaystyle \mu }-nulli per la data misura {\displaystyle \mu }.

## Definizione
Sia {\displaystyle X} uno spazio misurabile, sia {\displaystyle \mu } una misura su {\displaystyle X}, e sia {\displaystyle N} un insieme misurabile in {\displaystyle X}.
Se {\displaystyle \mu } è una misura positiva, allora {\displaystyle N} è nullo se e solo se {\displaystyle \mu (N)=0}.
Se {\displaystyle \mu } non è una misura positiva, allora {\displaystyle N} è {\displaystyle \mu }-nullo se {\displaystyle N} è {\displaystyle ||\mu ||}-nullo, dove {\displaystyle ||\mu ||} è la variazione totale di {\displaystyle \mu }; questo è più forte che richiedere {\displaystyle \mu (N)=0}.
Un insieme non misurabile è considerato nullo se è un sottoinsieme di un insieme misurabile nullo.
Alcune fonti richiedono che un insieme nullo sia misurabile: comunque gli insiemi nulli sono sempre trascurabili per i fini della teoria della misura.
Parlando di insiemi nulli nell'n-spazio euclideo {\displaystyle \mathbb {R} ^{n}} è di solito sottinteso che la misura usata è quella di Lebesgue.

## Proprietà
L'insieme vuoto è sempre un insieme nullo.
Più in generale, ogni unione numerabile di insiemi nulli è nulla.
Ogni sottoinsieme misurabile di un insieme nullo è nullo.
Insieme, questi fatti mostrano che gli insiemi {\displaystyle \mu }-nulli di {\displaystyle X} formano un sigma-ideale su {\displaystyle X}.
Allo stesso modo gli insiemi {\displaystyle \mu }-nulli misurabili formano un sigma-ideale della sigma-algebra degli insiemi misurabili.
Quindi gli insiemi nulli possono essere interpretati come insiemi trascurabili, definendo una nozione di quasi ovunque.

### Nella misura di Lebesgue
Per la misura di Lebesgue su {\displaystyle \mathbb {R} ^{n}}, tutti gli insiemi di un punto sono nulli, e quindi tutti gli insiemi numerabili sono nulli.
In particolare, L'insieme {\displaystyle \mathbb {Q} } dei numeri razionali è un insieme nullo, nonostante sia denso in {\displaystyle \mathbb {R} }.
L'insieme di Cantor è un esempio di insieme nullo non numerabile in {\displaystyle \mathbb {R} }.
Più in generale, un sottoinsieme {\displaystyle N\subseteq \mathbb {R} } è nullo se e solo se:
Dato un qualsiasi numero positivo {\displaystyle \varepsilon }, esiste una successione {\displaystyle \{I_{n}\}_{n\in \mathbb {N} }} di intervalli tali che {\displaystyle N} è contenuto nell'unione degli {\displaystyle I_{n}} e la lunghezza totale degli {\displaystyle I_{n}} è minore di {\displaystyle \varepsilon }.
Questa condizione può essere generalizzata a {\displaystyle \mathbb {R} ^{n}}, usando n-cubi al posto degli intervalli.
Di fatto l'idea può essere resa sensata in ogni varietà topologica, anche se non è disponibile una misura di Lebesgue.

## Applicazioni
- Gli insiemi nulli giocano un ruolo chiave nella definizione dell'integrale di Lebesgue: se le funzioni f e g sono uguali ovunque tranne che in un insieme di misura nulla, allora f è integrabile se e solo se g lo è, e gli integrali sono uguali.
- Uno spazio di misura in cui tutti gli insiemi contenuti in un insieme nullo siano misurabili è detto completo.

Ogni misura non completa può essere completata andando a formare una misura completa, assumendo che gli insiemi nulli abbiano misura zero.
La misura di Lebesgue è un esempio di misura completa; in alcune costruzioni è definita come il completamento di una misura di Borel non completa.